# Tầng Sheinwood
| Hệ/ Kỷ                                | Thống/ Thế | Bậc/ Kỳ                          | Tuổi (Ma) | Tuổi (Ma) |
| ------------------------------------- | ---------- | -------------------------------- | --------- | --------- |
| Devon                                 | Sớm        | Lochkov                          | trẻ hơn   | trẻ hơn   |
| Silur                                 | Pridoli    | không xác định tầng động vật nào | 419.2     | 423.0     |
| Silur                                 | Ludlow     | Ludford                          | 423.0     | 425.6     |
| Silur                                 | Ludlow     | Gorsty                           | 425.6     | 427.4     |
| Silur                                 | Wenlock    | Homer                            | 427.4     | 430.5     |
| Silur                                 | Wenlock    | Sheinwood                        | 430.5     | 433.4     |
| Silur                                 | Llandovery | Telych                           | 433.4     | 438.5     |
| Silur                                 | Llandovery | Aeron                            | 438.5     | 440.8     |
| Silur                                 | Llandovery | Rhuddan                          | 440.8     | 443.8     |
| Ordovic                               | Muộn       | Hirnant                          | già hơn   | già hơn   |
| Phân chia kỷ Silur theo ICS năm 2017. |            |                                  |           |           |

Tầng Sheinwood trong niên đại địa chất là kỳ đầu của thế Wenlock, và trong thời địa tầng học là bậc dưới của thống Wenlock thuộc hệ Silur. Kỳ Sheinwood tồn tại từ ~ 433.4 Ma đến 430.5 Ma (Ma: Megaannum, triệu năm trước).
Kỳ Sheinwood kế tục kỳ Telych của thế Llandovery, và tiếp sau là kỳ Homer của thế Wenlock.
Kỳ được đặt tên theo làng Sheinwood ở phía bắc Many Wenlock. Ranh giới Wenlock-Llandovery được xác định bởi lần xuất hiện đầu tiên của Cyrtograptus centrifugus. Mặt cắt tham chiếu điển hình có ở Thành hệ Buildwas của vùng Shropshire, Vương quốc Anh.